# 寝殿の上
寝殿の上（しんでんのうえ、970年代 - ?）は平安時代中期の女性。名は三の君としても知られる。

## 略歴
藤原為光の三女で、母は藤原伊尹の娘。『尊卑分脈』によれば、のちに左大臣・源雅信の妻となった。
藤原伊周の妾であり、長徳2年（996年）ごろ三の君と同じ屋敷に住む四の君（藤原儼子）の元に花山法皇が通っていたが、それを三の君に通っていると勘違いした伊周は弟の藤原隆家に相談し、長徳の変に発展した。